# مذاکرات محور شوروی و آلمان

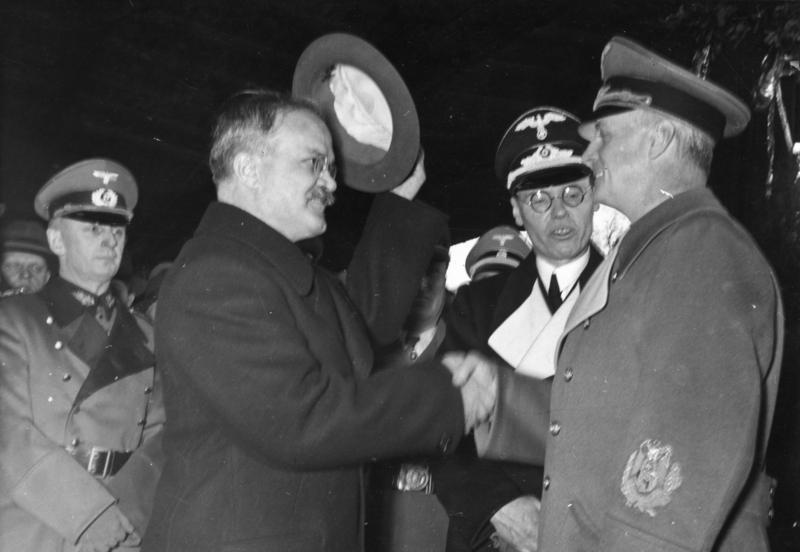
یواخیم فون ریبنتروپ خوش‌آمدگویی به ویاچسلاو مولوتف دربرلین، نوامبر۱۹۴۰

مذاکرات محور شوروی و آلمان (انگلیسی: German–Soviet Axis talks) در ماه‌های اکتبر و نوامبر ۱۹۴۰ مذاکرات اتحاد جماهیر شوروی سوسیالیستی چهار نیروی محور و آلمان در جنگ جهانی دوم برگزار شد. مذاکراتی که به پیمان مولوتوف–ریبنتروپ و همچنین شامل کنفرانس دو روزه برلین که مابین ویاچسلاو مولوتف وزیرامور خارجه شوروی و آدولف هیتلر و یواخیم فون ریبنتروپ وزیر امور خارجه آلمان برگزار گردید و هر دو کشور توافق‌نامه‌های پیشنهادی کتبی و تجاری را امضا کردند. آلمان پس از مذاکرات دو روزه که از ۱۲ تا ۱۴ نوامبر ۱۹۴۰ برگزار شد، پیش نویس قطعنامه مکتوب کشورهای محور را با اتحاد جماهیر شوروی و سپس چهار قدرت دیگر ارائه کرد، که شامل امپراتوری ژاپن، آلمان نازی، اتحاد جماهیر شوروی سوسیالیستی و پادشاهی ایتالیا بود. هیتلر، ریبنتروپ و مولوتف سعی داشتند حوزه‌هایی را برای نفوذ آلمان و اتحاد جماهیر شوروی توافق کنند. هیتلر مولوتف را تشویق کرد تا نگاهی به جنوب ایران و هند بیندازد؛ و آلمان هم به سوی فنلاند برود و از توسعه شوروی به بالکان جلوگیری شود، اما مولوتف بر مواضعش ایستادگی کرد و خواستار شد تا نیروهای آلمانی از بالکان خارج شوند و شوروی به آبهای گرم بالکان دست یابد. اتحاد جماهیر شوروی محاسبات سیاسی‌اش را بر این اساس گذاشته بود که یک جنگ درازمدت و طولانی در پیش است ودر نتیجه نسبت به ادعای (بریتانیا) مبنی بر اینکه به سرعت شکست می‌خورد شک و تردید داشت. در عین حال ژوزف استالین در پی تأثیرگذاری و سرمایه‌گذاری بر روی دو پادشاهی بلغارستان و پادشاهی یوگسلاوی بود. طی بررسی تاریخ‌نگار روسی آلکساندر نکریچ در پی ایستادگی مولوتف بر مواضع شوروی در ۲۵ نوامبر ۱۹۴۰ شوروی قطعنامه پیشنهادی استالین را ارائه کرد که در آن خواستار شده بود اتحاد جماهیر شوروی سوسیالیستی پیمان چهار نیروی محور را می‌پذیرد اما شوروی این حق را برای خود به رسمیت می‌شناید که توسعه ارضی خود را به بلغارستان، پادشاهی عراق و ایران گسترش دهد که آلمان نسبت به این قطعنامه موضعگیری نکرد؛ و متعاقباً آلمان نازی پیمان مولوتف- ریبنتروپ را در ژوئن ۱۹۴۱ شکست و در عملیات بارباروسا برای اشغال اتحاد جماهیر شوروی اقدام کرد.